# Telescopio Subaru

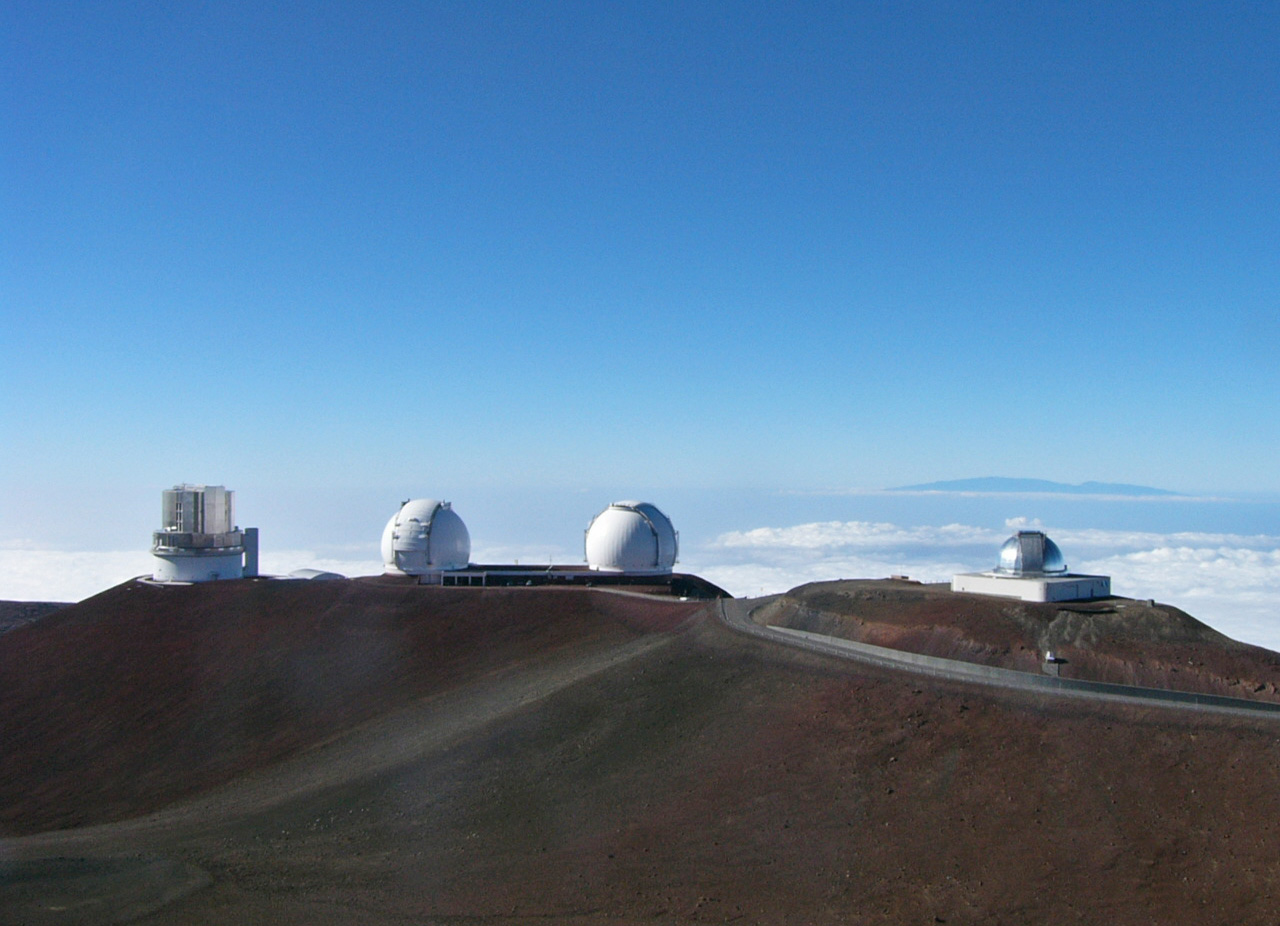
El telescopio Subaru junto a los gemelos telescopios Keck y la Instalación del Telescopio Infrarrojo

El telescopio Subaru (en japonés: すばる望遠鏡 Subaru Bōenkyō) es el telescopio más importante del Observatorio Astronómico Nacional de Japón, localizado en el Observatorio Mauna Kea en Hawái. Tiene 8,2 metros de diámetro. Su nombre es el del cúmulo abierto de estrellas conocido en castellano como las Pléyades.
La construcción del telescopio comenzó en abril de 1991, y sus primeras observaciones ocurrieron en enero de 1999.
Subaru es un telescopio reflector de tipo Ritchey-Chrétien . Los instrumentos pueden ser montados en un foco Cassegrain por debajo del espejo primario, en los recintos de cualquiera de los dos puntos Nasmyth de coordinación sobre los lados del montaje del telescopio a la que la luz puede ser dirigida con un espejo terciario, o, en una configuración poco común en los grandes telescopios, en el foco primario en lugar de un espejo secundario, para proporcionar un amplio campo de visión adecuado a las encuestas de profundidad de campo amplio.

## Instrumentos
Varias cámaras y espectrógrafos se pueden montar en cuatro puntos focales del telescopio Subaru para observaciones en longitudes de onda visible e infrarroja. 
Multi-Object Infrared Camera and Spectrograph (MOIRCS)Cámara de campo amplio y espectrógrafo con la capacidad de tomar espectros de varios objetos simultáneamente, se monta en el foco Cassegrain.
Infrared Camera and Spectrograph (IRCS)Utilizado en conjunción con el nuevo elemento-188 unidad de óptica adaptativa (AO188), montado en el infrarrojo foco Nasmyth.
Cooled Mid Infrared Camera and Spectrometer (COMICS)Cámara de infrarrojos medios y espectrómetro con la capacidad de estudiar el polvo interestelar frío, se monta en el foco Cassegrain.
Faint Object Camera And Spectrograph (FOCAS)Cámara de luz visible y espectrógrafo con la capacidad de tomar espectros de hasta 100 objetos simultáneamente, se monta en el foco Cassegrain.
Subaru Prime Focus Camera (Suprime-Cam)Cámara de 80-megapíxeles de gran campo de luz visible, se monta en el foco primario.
High Dispersion Spectrograph (HDS)El espectrógrafo de luz visible montada en el foco óptico Nasmyth .
Fiber Multi Object Spectrograph (FMOS)El espectrógrafo infrarrojo utilizando fibras ópticas movibles para tomar espectros de hasta 400 objetos simultáneamente. Se monta en el foco primario.
High-Contrast Coronographic Imager for Adaptive Optics (HiCIAO)Cámara infrarroja para la caza de planetas alrededor de otras estrellas. Se utiliza con AO188, montado en el infrarrojo en el foco Nasmyth.